# Johann Wilhelm Gittermann
Johann Wilhelm Gittermann (* 3. Dezember 1792 in Resterhafe; † 12. März 1831 in Emden) war Arzt und königlicher Hofmedikus in Emden. Er trug mit seiner Arbeit zur Unterscheidung der Windpocken von den Pocken bei.

## Herkunft
Seine Eltern waren der Pastor Johann Christian Hermann Gittermann (* 27. Juli 1768; † 20. Januar 1834) und dessen Ehefrau Meta Helena Gerdes (* 3. August 1770; † 17. April 1844).

## Leben
Gittermann wurde zunächst von seinem Vater zu Hause unterrichtet, aber als dieser als Prediger nach Emden kam, kam auch Gittermann auf die dortige Schule. Während der Besetzung Ostfriesland konnte Gittermann seinen Abschluss machen und studierte dann Medizin in Groningen. Dort wurde er von Driessen, Thomassen a Thussink und Backer. Bereits 1812 ernannte die Physikalisch-chemische Gesellschaft zu Groningen zu ihrem Ehrenmitglied. Nach der Befreiung im Jahr 1814 wechselte er nach Berlin, wo er unter Hufeland und Horn studierte und am 0. Juni 1815 auch seine Dissertation vorlegte. Am 25. Juli 1815 erhielt die Approbation für alle preußischen Länder. Er erhielt mehrere Angebote, entschied sich aber nach Emden zurückzukehren. Der Medizinalrat Friedrich Wilhelm von Halem stellt ihm ein positives Gutachten aus und so bekam er bereits 3. September 1815 sein Konzession.
Im Jahr 1820 lobte die Holländische Gesellschaft der Wissenschaften in Harlem einen Preis zur Erforschung der Kinderpocken aus, die gerade in der Gegend grassierten. Gittermann reichte 1821 seine Arbeit ein. Er konnte zeigen, dass sich modifizierte und nicht-modifizierte Pocken unterscheiden und das auch ein jeweils eigener Ansteckungsstoff dahinter stecken muss. Zur Behandlung machte er Vorschläge zu einer verbesserten Impfung.
Am 8. Juli 1823 erhielt er von der Gesellschaft der Wissenschaften das Preisgeld in Form eines Ringes im Wert von 30 Dukaten und dazu 150 holländischen Gulden in Bar. Die Arbeit erregte international viel aufsehen: von Zar Alexander I. einen weiteren Ring im Wert von 50 Dukaten, vom preußischen König Friedrich Wilhelm III. am 23. Juni 1823 ein Anerkennungsschreiben, von seinem hannoverischen König Georg IV. wurde er dafür am 8. März 1825 zum Hofmedikus ernannt. Im gleichen Jahr erkrankte er schwer an Scharlach, war aber im folgenden Jahr wieder gesund, als eine Gallfieber die Nordseeküste entlang zog. Von Juli bis Dezember 1826 behandelte Gitter man etwa 800 Patienten, von denen nur 10 starben.
Im Jahr 1828 erkrankte er aber schwer an einer Lungenentzündung, die dann wahrscheinlich in eine Tuberkulose überging. Er zog sich zur Erholung auf das Gut seines Freundes von Wingene nach Groothusen zurück. Er schrieb eine vielbeachtete Arbeit über die Diphtherie und ein Gutachten über den Zustand der Kaserne in Emden aus medizinischer Sicht.
Er starb dann am 12. März 1831. Seine umfangreiche Bibliothek war bekannt. Sie wurde nach seinem Tod am 28. September 1831 öffentlich versteigert, der Katalog war 80 Seiten lang.

### Werke (Auswahl)
- Diss. inaug. med. de rheumatismo calido, Digitalisat
- Verhandeling over de gewijzigde kinderpokken, Digitalisat

## Familie
Gittermann heiratete am 10. Oktober 1820 Magdalene Catharina Metger. Das Paar hatte mehrere Kinder:
- Johann Christian Hermann (* 4. Oktober 1823)
- Magdalena Catharina (* 14. Dezember 1824)
- Conrad Hermann (* 16. Februar 1827)
- Meta Helena Wilhelmina (* 5. Mai 1828)